# Cornutrypeta spinifrons
Cornutrypeta spinifrons är en tvåvingeart som först beskrevs av Schroeder 1913.  Cornutrypeta spinifrons ingår i släktet Cornutrypeta och familjen borrflugor. Arten är reproducerande i Sverige. Inga underarter finns listade i Catalogue of Life.